# پروتیوین
پروتیوین (به چکی: Protivín) یک منطقهٔ مسکونی و شهرستان دارای شهرک سابقاً روستا در جمهوری چک است که در ناحیه پیسک واقع شده‌است. پروتیوین ۵٬۰۳۶ نفر جمعیت دارد.

## خواهرخوانده
شهر Neuenegg خواهرخواندهٔ پروتیوین هست.